# Amasonia obovata
Amasonia obovata là một loài thực vật có hoa trong họ Hoa môi. Loài này được Gleason mô tả khoa học đầu tiên năm 1931.